# Gaziemir

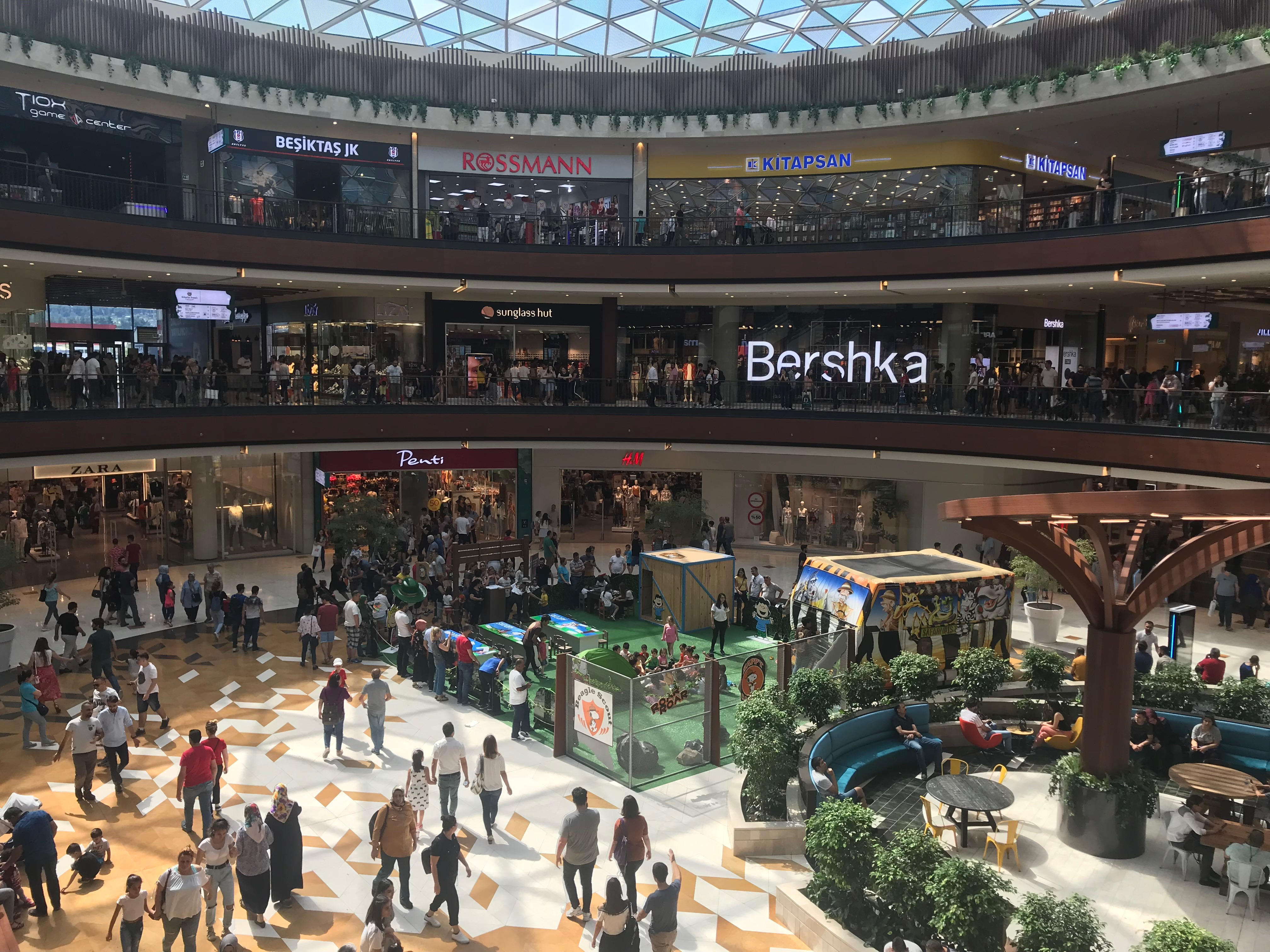
A view of the interior of İzmir Optimum in Gaziemir, İzmir.

Gaziemir es una ciudad y un distrito de la provincia de Esmirna de Turquía. Es uno de los distritos metropolitanos de Gran Esmirna y está situado al sur, hacia (Konak). Cuenta con el Aeropuerto Internacional Adnan Ménderes de Esmirna para la exportación y el parque industrial de la Zona Libre del Egeo, que es también el hogar del tercera campamento espacial en el mundo, el Campamento Espacial de Turquía, los cuales están situados dentro de los límites del distrito.
Gaziemir fue fundada en el siglo XIV por Aydınoğlu Umur Bey (llamado Umur pachá otomano en las fuentes) de la dinastía de los Beylik de Aydın, que habían llevado y se asentaron Yörük de la región de Konya. La primera mención en otomano registros data de 1530 y el arreglo Seydiköy fue nombrado en honor de un jefe Yörük, Seydi Ahmed, cuya tumba sigue en pie. La evolución de la ciudad puede rastrearse sin complicaciones a través de los siglos por medio de regular las referencias en fuentes otomano. Después de que el siglo XVII, en línea con el ritmo de desarrollo general en los valles fértiles de Anatolia occidental, sobre la base de aceite de oliva, higos, pasas,  exportaciones de algodón y de los movimientos de población de las islas del Mar Egeo, Seydiköy se resolvió en gran parte por los griegos, que llegaron a constituir una gran Mayoría como de la segunda mitad del siglo XIX.
La población griega emigró después de la guerra greco-turca (1919-1922) en el marco del intercambio de poblaciones entre Grecia y Turquía, y fue sustituido por los residentes turcos de la región de Kavala, así como de Bulgaria. Seydiköy se convirtió en municipio en 1926 y pasó a llamarse Gaziemir en 1965 en referencia a la original fundador, Gazi Umur Bey. En 1992, Gaziemir se convirtió en un distrito que incluye también el municipio de Sarnıç que anteriormente formaba parte del distrito de Konak.
Centro de la artesanía y la industria, tanto para Esmirna como a nivel nacional, Gaziemir hoy tiene un alto nivel de desarrollo industrial, con modernas zonas residenciales en torno a los centros de producción y ventas. La industria de muebles (tanto de origen como de muebles y mobiliario de oficina) está especialmente desarrollado. Las empresas establecidas en la Zona Libre de Egeo en general se centran en el procesamiento de exportación, mientras que la presencia de estos puntos de venta o internacional turco como Tansaş, Kipa (a Tesco joint-venture), Metro AG y Migros filiales hace Gaziemir uno de los importantes centros de ventas minoristas de la ciudad.